# المنطقة العازلة في رفح
المنطقة العازلة في رفح هي خطة إستراتيجية لجأت إليها الحكومة المصرية في ظل تكرر الهجمات على القوات المسلحة والشرطة، وهي بإقامة منطقة عازلة في جانب رفح المصرية المحاذية لقطاع غزة والتي يبدأ عمقها من 400 متر مع إخلاء المنطقة وتعويض كل من تم إخلاءه. ويأتي هذا القرار بعد الهجوم الذي أودى إلى مقتل 31 وإصابة 41 من القوات المسلحة المصرية في منطقة كرم القوادسي.

## تعويض السكان
أعلنت السلطات عن تعويض المواطنين بمنازل أو قطع أراض في مناطق أخرى بالإضافة إلى مبالغ مالية للإيواء العاجل. وأعدت الجهات المحلية استبيانا لمعرفة طلبات السكان المتضررين، حيث طلب 65 بالمئة تعويضا نقديا، في حين طلب 29 بالمئة مبلغا نقديا وقطعة أرض مناسبة، وطلب 2 بالمئة شققا سكنية بديلة توفرها الدولة. وتقول الأنباء الرسمية إن نحو 200 منزل قد تم اخلاؤها بالفعل بينما يعترض عدد من الأسر على ترك منازلهم. وأكد اللواء عبد الفتاح حرحور محافظ شمال سيناء لبي بي سي أن 78 منزلا سيحرم أصحابها من التعويضات بعد اكتشاف أنفاق بداخلها. وقال سعيد عتيق، ناشط سيناوي «المشكلة ليست في التعويض وما إذا كان كافيا أم لا. نحن لا نحتاج إلى تعويضات، لكننا نحتاج أن يكون هذا القرار نابعا من الرغبة في الدفاع عن الأمن القومي المصري. هناك غموض في القرار، ونتمنى أن تتحدث الدولة صراحة وألا يترك أهالي سيناء للمتاجرة بهم من قبل جماعات متطرفة».

## انتقادات
وجهت انتقادات لهذه الخطوة من عدة هيئات حقوقية، حيث اعتبرت المفوضة السامية السابقة لحقوق الإنسان التابعة للأمم المتحدة نافي بيلاي أن ما تقوم به السلطات المصرية في سيناء من تهجير للسكان وإقامة منطقة عازلة يشكل انتهاكا «واضحا» لحقوق الإنسان، وأشارت إلى أن أوضاع حقوق الإنسان في سيناء قد تدهورت خلال السنوات القليلة الأخيرة. كما اعتبر الخبير في القانون الدولي سعد جبار إن السلطات المصرية ترتكب جرائم وفق القانون الدولي بترحيلها سكان رفح ومعاقبتهم عقابا جماعيا. في حين دعت وزارة الخارجية الأميركية لاحترام حقوق المرحلين من منازلهم، مع «التفهم» لمخاوف مصر الأمنية. في الوقت الذي خرجت فيه مظاهرات في الإسكندرية تستنكر تهجير سكان مدينة رفح. ونظم التحالف الوطني لدعم الشرعية في الإسكندرية مظاهرات عدة منددا بذلك، واتهم السلطات بالعمل على عزل قطاع غزة لضرب المقاومة. كما خرجت مظاهرة في بئر العبد في شمال سيناء تنديدا بعمليات التهجير.